# 斑腰单孔鲀
斑腰单孔鲀（学名：Pao leiurus）为輻鰭魚綱魨形目四齒魨亞目四齒鲀科单孔鲀属的鱼类，俗名气泡鱼。分布於亞洲泰國至印尼淡水流域、可在湄公河流域中找到，也分布在中國雲南的瀾滄江(湄公河上游)，属于中下层鱼类。其主要生活于河流清水处，以軟體動物、甲殼類及有機碎屑為食，生活習性不明，可作為觀賞魚。该物种的模式产地在雅加达。